# Dubiaranea levii
Dubiaranea levii là một loài nhện trong họ Linyphiidae. Loài này được phát hiện ở Brasil.